# Druivenkoers 1965
La Druivenkoers 1965, quinta edizione della corsa, si svolse il 1º settembre 1965 su un percorso con partenza ed arrivo a Overijse. Fu vinta dal belga Jos Spruyt della squadra Mercier-BP-Hutchinson davanti ai connazionali Jan Nolmans e Noël De Pauw.

## Ordine d'arrivo (Top 5)
| Pos. | Corridore      | Squadra               | Tempo    |
| ---- | -------------- | --------------------- | -------- |
| 1    | Jos Spruyt     | Mercier-BP-Hutchinson | 4h24'00" |
| 2    | Jan Nolmans    | Flandria-Roméo        | s.t.     |
| 3    | Noël De Pauw   | Solo-Superia          | a 2'30"  |
| 4    | Roger Cooreman | Dr. Mann              | s.t.     |
| 5    | Roger Blockx   | Flandria-Roméo        | s.t.     |